# Andrés Arango y Núñez del Castillo

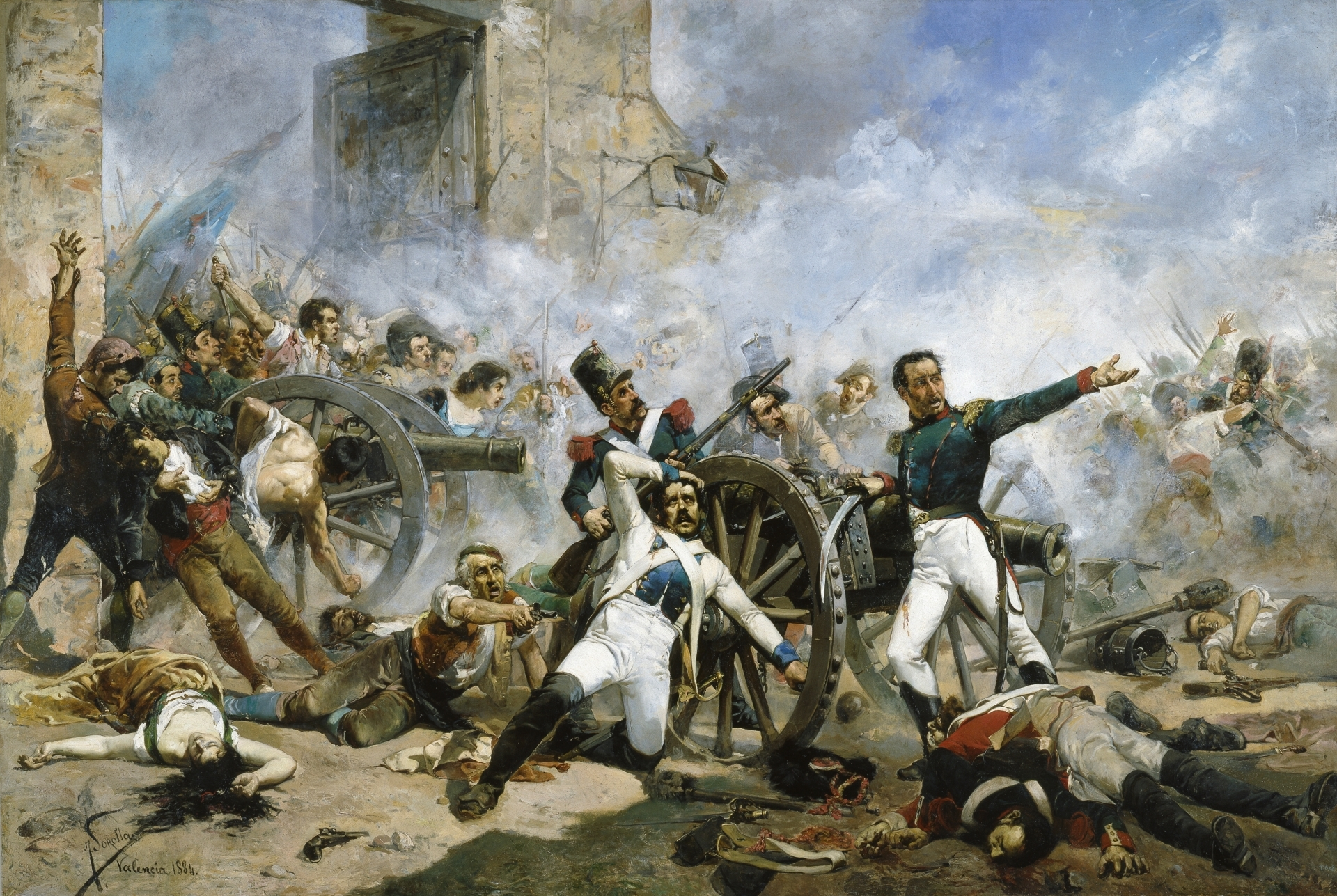
2 de Maig, quadre de Joaquim Sorolla, en aquest fet i va intervenir Andrés Arango y Núñez del Castillo

Andrés Arango y Núñez del Castillo (L'Havana, 1783 - Madrid, 14 de desembre, 1865), fou un militar espanyol nascut a l'Havana, Capitania General de Cuba. Fill del Tinent Coronel Anastasio Arango i Meyreles, un dels oficials espanyols que va participar en la defensa de l'Havana durant l'assalt anglès ocorregut l'estiu del 1762.
Pertanyia al cos d'artilleria, i va estar a la batalla de Bailèn i Menjíbar; va caure presoner a Cartama, però aconseguí escapar de la presó. El govern li va confiar la direcció d'una fàbrica d'armes blanques, pels quals serveis fou ascendint a coronel.
En restablir-se el règim absolutista va haver d'emigrar a França (1823). Al seu retorn el 1830, es va dedicar a l'explotació agrícola de les seves grans finques, aplicant els avenços que havia estudiat a l'estranger. Va ser comissari regi d'agricultura el 1857 i senador del regne el 1859.
Va publicar, traduït al castellà, el Catecismo de agricultura, escrit en alemany pel doctor Hamm i el Atlas geográfico, cronológico és histórico, de Lesage conde de las Casas, addicionant-lo i corregint-lo en la part referent a Espanya.
Era germà de Jose (1765-1815) i Rafael Arango y Núñez del Castillo (1788-1850).